# Kay Worthington
Kay Frances Worthington, po mężu Teti (ur. 21 grudnia 1959 w Toronto) – kanadyjska wioślarka. Dwukrotna złota medalistka olimpijska z Barcelony.
Igrzyska w 1992 były jej trzecią i ostatnią olimpiadą. Osada w składzie Kirsten Barnes, Jessica Monroe, Brenda Taylor i Kay Worthington triumfowała w rywalizacji czwórek bez sternika, wszystkie cztery wioślarki płynęły także w zwycięskiej kanadyjskiej ósemce.